# Berberis darwinii
Berberis darwinii (Hook., 1844), comunemente noto come Berberis di Darwin, è un arbusto appartenente alla famiglia delle Berberidaceae, originario di Cile e Argentina meridionale.
Il nome è un omaggio a Charles Darwin, che lo scoprì nel 1835 durante il viaggio con il Beagle.

## Galleria d'immagini

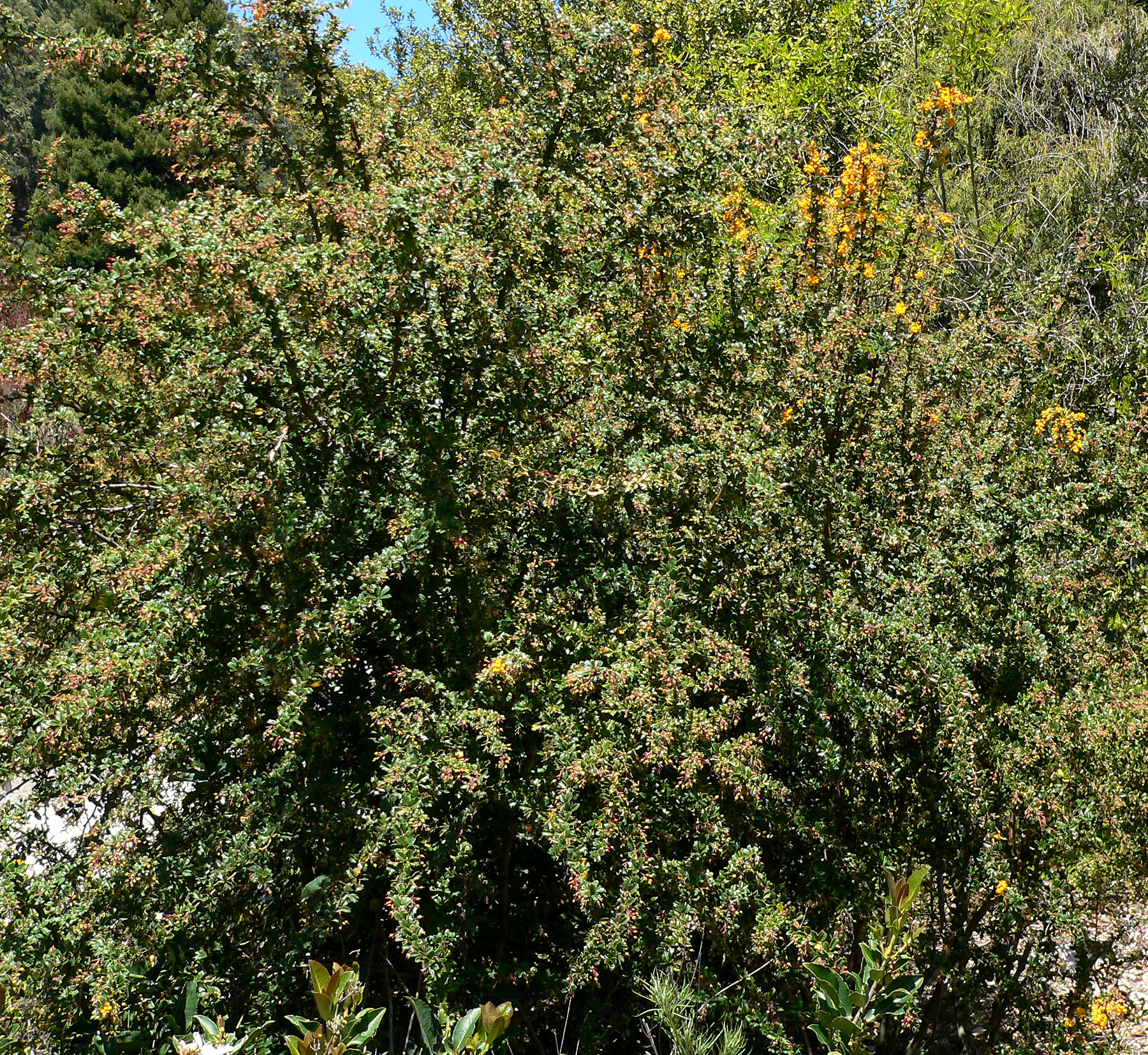
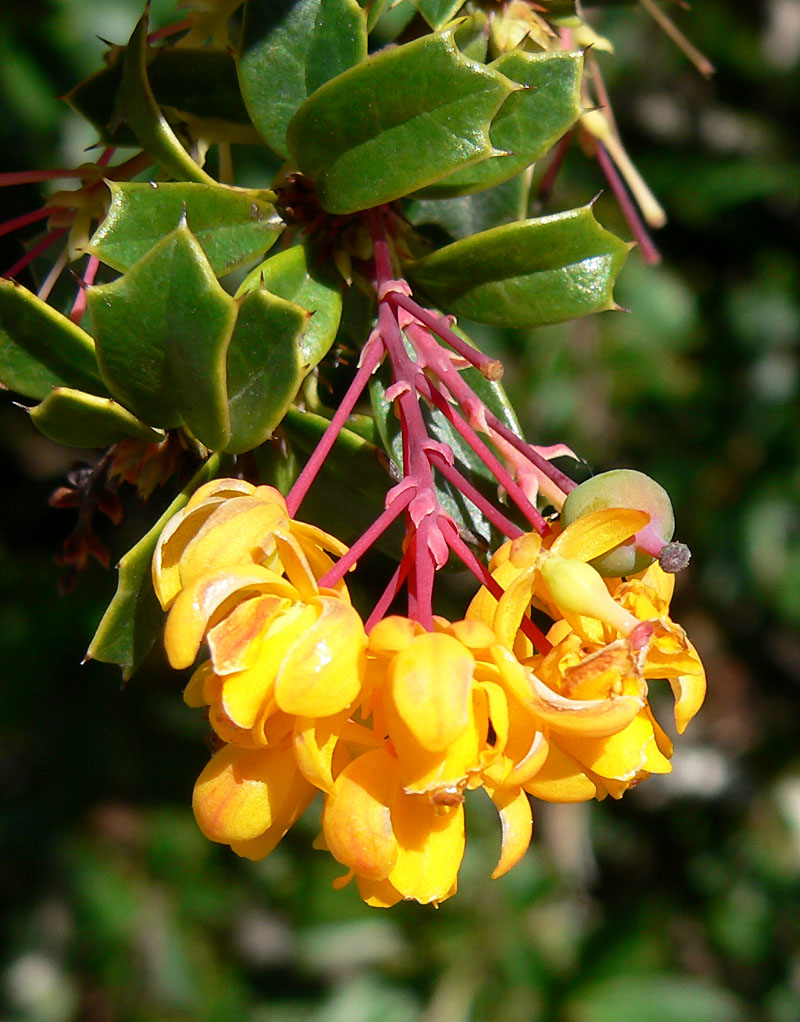
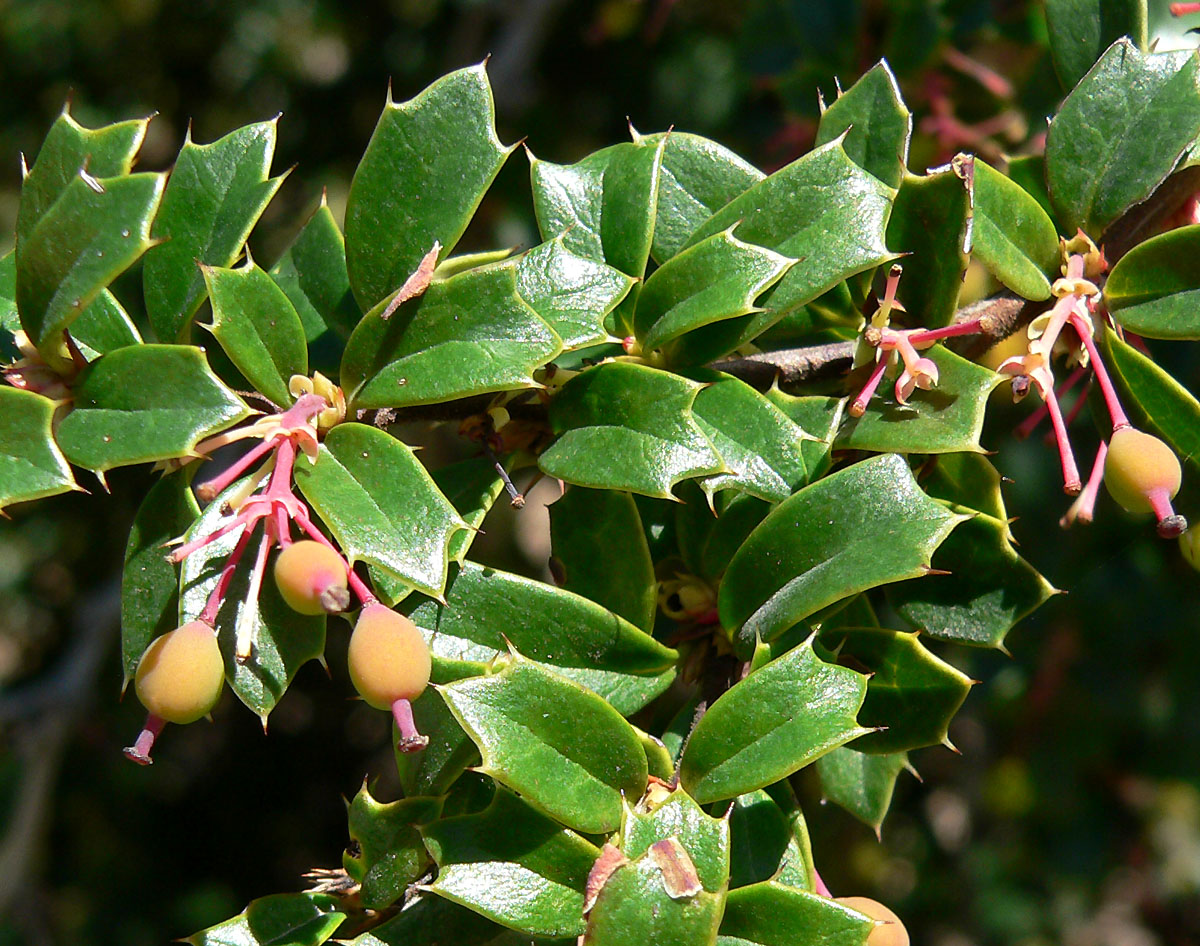
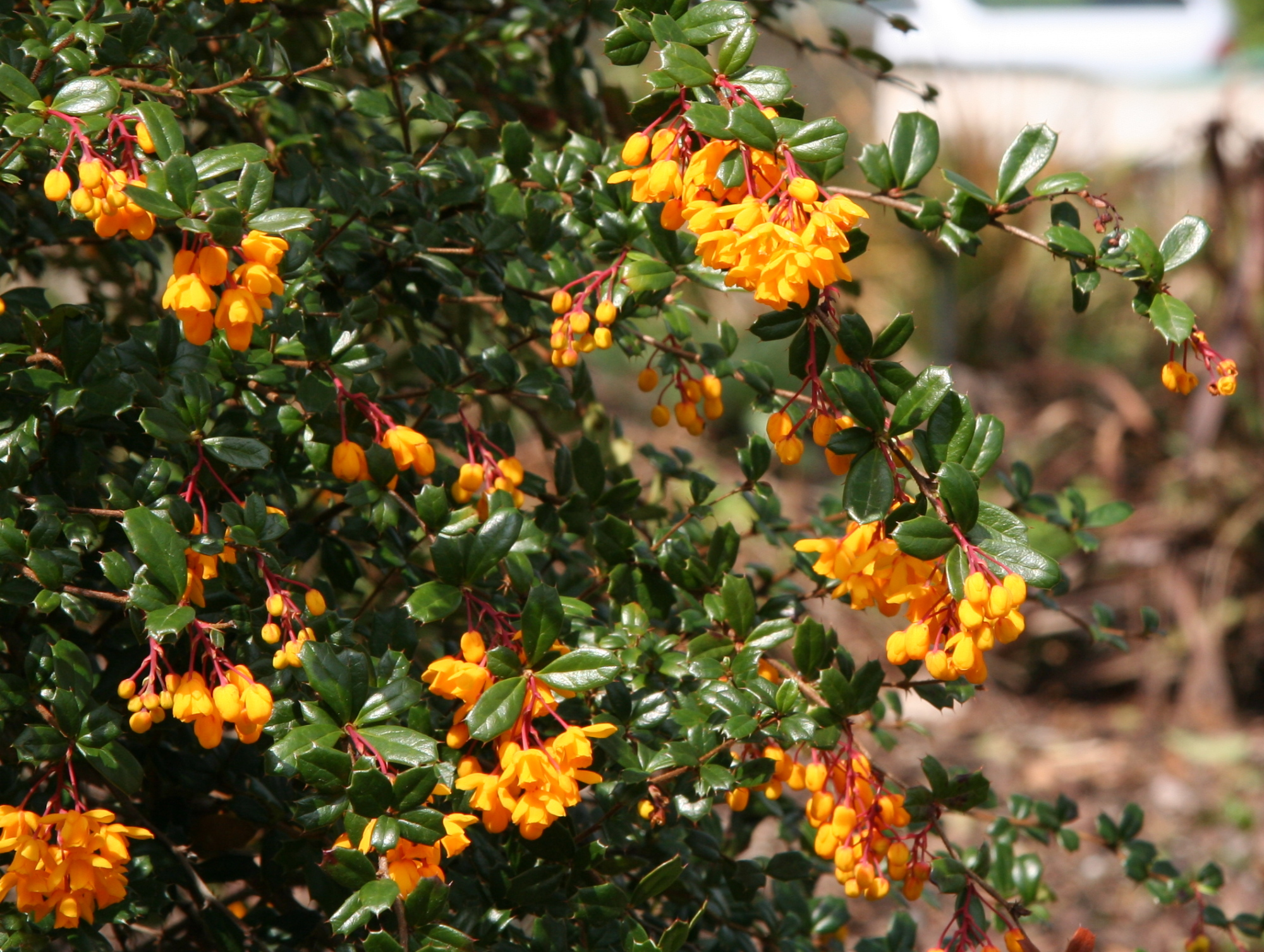
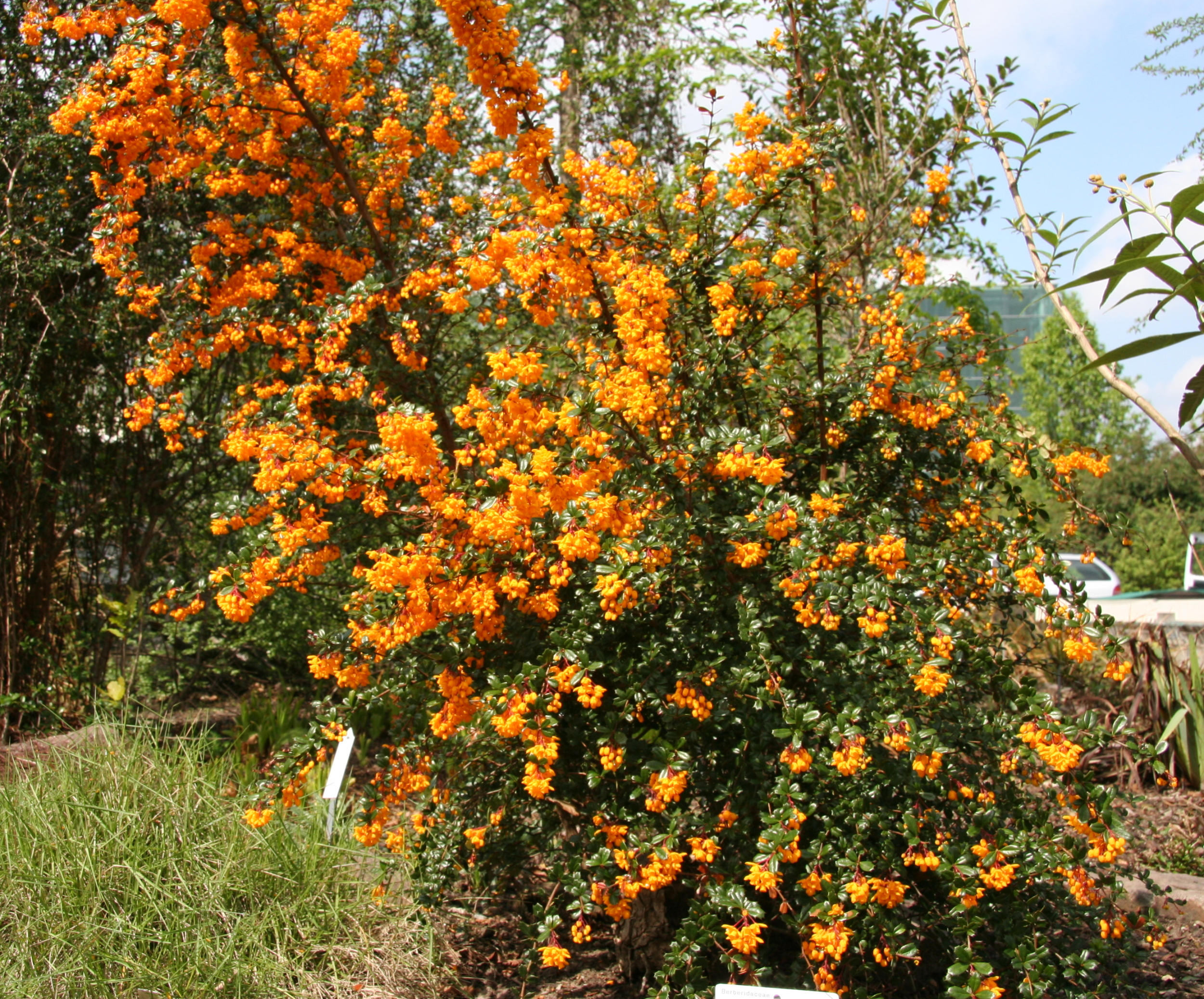